# Општина Тлалнепантла де Баз (Мексико)
Тлалнепантла де Баз (шп. Tlalnepantla de Baz) општина је у Мексику у савезној држави Мексико. Општина се налази на надморској висини од 2254 м.

## Становништво
Према подацима из 2010. у општини је живело 664225 становника.

### Хронологија
| Година       | 2000                     | 2005                     | 2010                     |
| ------------ | ------------------------ | ------------------------ | ------------------------ |
| Становништво | 721415 (350158 / 371257) | 683808 (331143 / 352665) | 664225 (321747 / 342478) |

### Попис
| \| \| м \| \| \| ж \| \| 0—2 \| 14.105 \| \| \| 13.538 \| \| 3—5 \| 15.682 \| \| \| 15.239 \| \| 6—11 \| 31.855 \| \| \| 30.757 \| \| 12—14 \| 15.255 \| \| \| 14.797 \| \| 15—17 \| 16.382 \| \| \| 16.077 \| \| 18—24 \| 39.884 \| \| \| 39.637 \| \| 60+ \| 33.316 \| \| \| 41.619 \| \| Просек : \| 31,6 \| \| \| 33,0 \| |        |  |  |        |
| |        |  |  |        |
| | м      |  |  | ж      |
| 0—2 | 14.105 |  |  | 13.538 |
| 3—5 | 15.682 |  |  | 15.239 |
| 6—11 | 31.855 |  |  | 30.757 |
| 12—14 | 15.255 |  |  | 14.797 |
| 15—17 | 16.382 |  |  | 16.077 |
| 18—24 | 39.884 |  |  | 39.637 |
| 60+ | 33.316 |  |  | 41.619 |
| Просек : | 31,6   |  |  | 33,0   |

| #   | Индикатор                                                                                        | Вредност |
| --- | ------------------------------------------------------------------------------------------------ | -------- |
| 1   | Становништво од 0 до 2 године                                                                    | 27643    |
| 2   | Мушко становништво од 0 до 2 године                                                              | 14105    |
| 3   | Женско становништво од 0 до 2 године                                                             | 13538    |
| 4   | Становништво са 3 и више година                                                                  | 619675   |
| 5   | Мушко становништво са 3 и више година                                                            | 299172   |
| 6   | Женско становништво са 3 и више година                                                           | 320503   |
| 7   | Становништво са 5 и више година                                                                  | 598916   |
| 8   | Мушко становништво са 5 и више година                                                            | 288644   |
| 9   | Женско становништво са 5 и више година                                                           | 310272   |
| 10  | Становништво са 12 и више година                                                                 | 526142   |
| 11  | Мушко становништво са 12 и више година                                                           | 251635   |
| 12  | Женско становништво са 12 и више година                                                          | 274507   |
| 13  | Становништво са 15 и више година                                                                 | 496090   |
| 14  | Мушко становништво са 15 и више година                                                           | 236380   |
| 15  | Женско становништво са 15 и више година                                                          | 259710   |
| 16  | Становништво са 18 и више година                                                                 | 463631   |
| 17  | Мушко становништво са 18 и више година                                                           | 219998   |
| 18  | Женско становништво са 18 и више година                                                          | 243633   |
| 19  | Становништво од 3 до 5 година                                                                    | 30921    |
| 20  | Мушко становништво од 3 до 5 година                                                              | 15682    |
| 21  | Женско становништво од 3 до 5 година                                                             | 15239    |
| 22  | Становништво од 6 до 11 година                                                                   | 62612    |
| 23  | Мушко становништво од 6 до 11 година                                                             | 31855    |
| 24  | Женско становништво од 6 до 11 година                                                            | 30757    |
| 25  | Становништво од 8 до 14 година                                                                   | 71882    |
| 26  | Мушко становништво од 8 до 14 година                                                             | 36605    |
| 27  | Женско становништво од 8 до 14 година                                                            | 35277    |
| 28  | Становништво од 12 до 14 година                                                                  | 30052    |
| 29  | Мушко становништво од 12 до 14 година                                                            | 15255    |
| 30  | Женско становништво од 12 до 14 година                                                           | 14797    |
| 31  | Становништво од 15 до 17 година                                                                  | 32459    |
| 32  | Мушко становништво од 15 до 17 година                                                            | 16382    |
| 33  | Женско становништво од 15 до 17 година                                                           | 16077    |
| 34  | Становништво од 18 до 24 године                                                                  | 79521    |
| 35  | Мушко становништво од 18 до 24 године                                                            | 39884    |
| 36  | Женско становништво од 18 до 24 године                                                           | 39637    |
| 37  | Женско становништво од 15 до 49 година                                                           | 183957   |
| 38  | Становништво са 60 и више година                                                                 | 74935    |
| 39  | Мушко становништво са 60 и више година                                                           | 33316    |
| 40  | Женско становништво са 60 и више година                                                          | 41619    |
| 41  | Однос између мушкараца и жена                                                                    | 93.95    |
| 42  | Становништво од нуле до 14 година                                                                | 151228   |
| 43  | Становништво од 15 до 64 године                                                                  | 445705   |
| 44  | Становништво од 65 година и више                                                                 | 50385    |
| 45  | Просечан број деце                                                                               | 2.04     |
| 46  | Становништво рођено у ентитету                                                                   | 293959   |
| 47  | Мушко становништво рођено у ентитету                                                             | 145803   |
| 48  | Женско становништво рођено у ентитету                                                            | 148156   |
| 49  | Становништво рођено у другом ентитету                                                            | 349647   |
| 50  | Мушко становништво рођено у другом ентитету                                                      | 165660   |
| 51  | Женско становништво рођено у другом ентитету                                                     | 183987   |
| 52  | Становништво од 5 година и више резидентно у ентитету у јуну 2005. године                        | 571103   |
| 53  | Мушко становништво старосног доба од 5 година и више, резидентно у ентитету у јуну 2005. године  | 274851   |
| 54  | Женско становништво старосног доба од 5 и више година, резидентно у ентитету у јуну 2005. године | 296252   |
| 55  | Становништво од 5 година и више које је живело у другом ентитету у јуну 2005. године             | 22241    |
| 56  | Мушко становништво старије од 5 година које је живело у другом ентитету у јуну 2005. године      | 10774    |
| 57  | Женско становништво старије од 5 година које је живело у другом ентитету у јуну 2005. године     | 11467    |
| 58  | Становништво од 3 године и више које говори аутохтони језик                                      | 9435     |
| 59  | Мушко становништво старо 3 године и више које говори аутохтони језик                             | 4642     |
| 60  | Женско становништво старо 3 године и више које говори аутохтони језик                            | 4793     |
| 61  | Становништво од 3 године и више које говори аутохтони језик и не говори шпански језик            | 49       |
| 62  | Мушко становништво старо 3 године и више које говори аутохтони језик и не говори шпански         | 12       |
| 63  | Женско становништво старо 3 године и више које говори аутохтони језик и не говори шпански језик  | 37       |
| 64  | Становништво старо 3 године и више које говори аутохтони језик и шпански                         | 7888     |
| 65  | Мушко становништво старо 3 године и више које говори аутохтони језик и шпански                   | 3893     |
| 66  | Женско становништво старо 3 године и више које говори аутохтони језик и шпански                  | 3995     |
| 67  | Становништво од 5 година и више које говори аутохтони језик                                      | 9378     |
| 68  | Становништво од 5 година и више које говори аутохтони језик и не говори шпански језик            | 49       |
| 69  | Становништво од 5 година и више које говори аутохтони језик и говори шпански језик               | 7864     |
| 70  | Становништво у домородачким домаћинствима                                                        | 22194    |
| 71  | Становништво са ограничењима у активностима                                                      | 23851    |
| 72  | Становништво са ограниченим ходањем или кретањем, горе или доле                                  | 13306    |
| 73  | Становници са ограничењима вида, чак и уз кориштење сочива                                       | 6158     |
| 74  | Становништво са ограничењима говора, комуникације или конверзације                               | 1764     |
| 75  | Становништво са ограниченим слухом                                                               | 2490     |
| 76  | Становништво са ограничењима при одевању, купању или јелу                                        | 1161     |
| 77  | Становништво са ограничењима у опажању или учењу једноставних ствари                             | 933      |
| 78  | Становништво са менталним ограничењима                                                           | 2570     |
| 79  | Становништво без ограничења активности                                                           | 616209   |
| 80  | Становништво од 3 до 5 година које не похађа школу                                               | 13462    |
| 81  | Мушко становништво од 3 до 5 година које не похађа школу                                         | 6886     |
| 82  | Женско становништво од 3 до 5 година које не похађа школу                                        | 6576     |
| 83  | Становништво од 6 до 11 година које не похађа школу                                              | 1627     |
| 84  | Мушко становништво од 6 до 11 година које не похађа школу                                        | 854      |
| 85  | Женско становништво од 6 до 11 година које не похађа школу                                       | 773      |
| 86  | Становништво од 12 до 14 година које не похађа школу                                             | 1460     |
| 87  | Мушко становништво од 12 до 14 година које не похађа школу                                       | 787      |
| 88  | Женско становништво од 12 до 14 година које не похађа школу                                      | 673      |
| 89  | Становништво од 15 до 17 година похађа школу                                                     | 24607    |
| 90  | Мушко становништво од 15 до 17 година похађа школу                                               | 12265    |
| 91  | Женско становништво између 15 и 17 година живота у школи                                         | 12342    |
| 92  | Становништво од 18 до 24 године похађа школу                                                     | 28705    |
| 93  | Мушко становништво од 18 до 24 године похађа школу                                               | 14521    |
| 94  | Женско становништво од 18 до 24 године похађа школу                                              | 14184    |
| 95  | Становништво од 8 до 14 година које не може да чита и пише                                       | 850      |
| 96  | Мушко становништво старосног доба од 8 до 14 година које не може да чита и пише                  | 489      |
| 97  | Женско становништво старосног доби од 8 до 14 година које не може да чита и пише                 | 361      |
| 98  | Становништво од 15 година и више које је неписмено                                               | 12674    |
| 99  | Мушко становништво од 15 година и више које је неписмено                                         | 3735     |
| 100 | Женско становништво од 15 година и више које је неписмено                                        | 8939     |
| 101 | Становништво старо 15 и више година без школовања                                                | 18491    |
| 102 | Мушко становништво старо 15 и више година без школовања                                          | 6402     |
| 103 | Женско становништво старо 15 и више година без школовања                                         | 12089    |
| 104 | Становништво старосног доба 15 и више година са непотпуним основним образовањем                  | 32471    |
| 105 | Мушко становништво старосног доба од 15 година и више са непотпуном основним образовањем         | 13237    |
| 106 | Женско становништво старосног доба 15 и више година са непотпуном основним образовањем           | 19234    |
| 107 | Становништво старо 15 и више година са комплетним основним образовањем                           | 67373    |
| 108 | Мушко становништво старо 15 година и више са комплетним основним образовањем                     | 29518    |
| 109 | Женско становништво старо 15 и више година са комплетним основним образовањем                    | 37855    |
| 110 | Становништво старосног доба 15 и више година са непотпуним средњим образовањем                   | 21951    |
| 111 | Мушко становништво старосног доба од 15 година и више са непотпуним средњим образовањем          | 12353    |
| 112 | Женско становништво старосног доба од 15 година и више са непотпуним средњим образовањем         | 9598     |
| 113 | Становништво старо 15 и више година са пуним секундарном образовањем                             | 106933   |
| 114 | Мушко становништво старосног доба од 15 година и више са пуним секундарном образовањем           | 54152    |
| 115 | Женско становништво старосног доба од 15 година и више са пуним секундарном образовањем          | 52781    |
| 116 | Становништво старије од 18 година са постосновним образовањем                                    | 226669   |
| 117 | Мушко становништво старије од 18 година са постосновним образовањем                              | 111239   |
| 118 | Женско становништво старије од 18 година са постосновним образовањем                             | 115430   |
| 119 | Просечна оцена школовања                                                                         | 10.04    |
| 120 | Просечан ниво образовања мушке популације                                                        | 10.32    |
| 121 | Просечан ниво образовања женског становништва                                                    | 9.79     |
| 122 | Економски активно становништво                                                                   | 283811   |
| 123 | Економски активна мушка популација                                                               | 177228   |
| 124 | Економски активна женска популација                                                              | 106583   |
| 125 | Становништво које није економски активно                                                         | 237414   |
| 126 | Мушко становништво које није економски активно                                                   | 70742    |
| 127 | Женско становништво које није економски активно                                                  | 166672   |
| 128 | Запослено становништво                                                                           | 269323   |
| 129 | Запослено мушко становништво                                                                     | 166790   |
| 130 | Запослено женско становништво                                                                    | 102533   |
| 131 | Незапослена популација                                                                           | 14488    |
| 132 | Незапослена мушка популација                                                                     | 10438    |
| 133 | Незапослена женска популација                                                                    | 4050     |
| 134 | Становништво без права на здравствене услуге                                                     | 228276   |
| 135 | Становништво које има право на здравствене услуге                                                | 414670   |
| 136 | Становништво које има право на ИМСС                                                              | 299812   |
| 137 | Становништво које има право на социјално осигурање                                               | 38577    |
| 138 | Становништво које има право на државно социјално осигурање                                       | 4680     |
| 139 | Становништво које има право на опште осигурање или здравствено осигурање за нову генерацију      | 45837    |
| 140 | Становништво које је било једном или није било у браку током 12 година и више                    | 189673   |
| 141 | Венчано или уједињено становништво од 12 година и више                                           | 275912   |
| 142 | Становништво које је било у браку или уједињено 12 година и више                                 | 59383    |
| 143 | Становништво са католичком религијом                                                             | 557227   |
| 144 | Протестанти, еванђелисти и библијски следбеници различити од еванђелиста                         | 44829    |
| 145 | Становништво са другим религијама различитим од претходних                                       | 1441     |
| 146 | Становништво без религије                                                                        | 27470    |
| 147 | Укупно пописаних домаћинства                                                                     | 171792   |
| 148 | Пописна домаћинства на челу са мушкарцима                                                        | 125264   |
| 149 | Пописна домаћинства на челу са женама                                                            | 46528    |
| 150 | Становништво у пописним домаћинствима                                                            | 644544   |
| 151 | Становништво у пописним домаћинствима на челу са мушкарцима                                      | 491760   |
| 152 | Становништво у пописним домаћинствима на челу са женама                                          | 152784   |
| 153 | Укупно домаћинстава                                                                              | 194394   |
| 154 | Укупно насељених домаћинстава                                                                    | 177317   |
| 155 | Укупно приватних кућа                                                                            | 188869   |
| 156 | Насељени приватни домови                                                                         | 171792   |
| 157 | Укупно насељених приватних кућа                                                                  | 177298   |
| 158 | Ненасељене приватне куће                                                                         | 12393    |
| 159 | Појединачна домаћинства за привремену употребу                                                   | 4684     |
| 160 | Становници у насељеним приватним кућама                                                          | 644544   |
| 161 | Насељеност станара у приватним становима                                                         | 3.75     |
| 162 | Просечно становника по соби у приватним насељеним домаћинствима                                  | 0.91     |
| 163 | Појединачна домаћинства са подовима од различитих материјала од земље                            | 167081   |
| 164 | Појединачна домаћинства у приземљу                                                               | 2863     |
| 165 | Појединачна домаћинства са једном спаваћом собом                                                 | 54016    |
| 166 | Појединачна домаћинства са две спаваће собе и више                                               | 117005   |
| 167 | Појединачна домаћинства са једним собом                                                          | 10106    |
| 168 | Појединачна домаћинства са две собе                                                              | 25464    |
| 169 | Појединачна домаћинства са 3 собе и више                                                         | 135136   |
| 170 | Појединачна домаћинства која имају електрично светло                                             | 171069   |
| 171 | Појединачна домаћинства која немају електрично светло                                            | 104      |
| 172 | Појединачна домаћинства која имају водоводну воду у стамбеном простору                           | 166572   |
| 173 | Појединачна домаћинства која немају водоводну воду у стамбеном простору                          | 4103     |
| 174 | Појединачна домаћинства која имају тоалет                                                        | 170373   |
| 175 | Појединачна домаћинства која имају канализацију                                                  | 170214   |
| 176 | Појединачна домаћинства која немају канализацију                                                 | 286      |
| 177 | Појединачна домаћинства која имају електрично светло, довод воде из јавне мреже и канализацију   | 165838   |
| 178 | Појединачна домаћинства без икаквих услова                                                       | 519      |
| 179 | Појединачна домаћинства која имају радио                                                         | 156535   |
| 180 | Појединачна домаћинства која имају телевизор                                                     | 168293   |
| 181 | Појединачна домаћинства која имају фрижидер                                                      | 155314   |
| 182 | Појединачна домаћинства која имају машину за веш                                                 | 134324   |
| 183 | Појединачна домаћинства која имају аутомобил или комби                                           | 80096    |
| 184 | Појединачна домаћинства која имају рачунар                                                       | 77018    |
| 185 | Појединачна домаћинства која имају фиксну телефонску линију                                      | 118194   |
| 186 | Појединачна домаћинства која имају мобилни телефон                                               | 127151   |
| 187 | Појединачна домаћинства која имају приступ интернету                                             | 59705    |